# Хелен (тауншип, Миннесота)
Хелен (англ. Helen) — тауншип в округе Мак-Лод, Миннесота, США. На 2000 год его население составило 835 человек.

## География
По данным Бюро переписи населения США площадь тауншипа составляет 91,2 км², из которых 91,2 км² занимает суша, a вода составляет 0,03 %.

## Демография
По данным переписи населения 2000 года здесь находились 835 человек, 295 домохозяйств и 241 семья. Плотность населения — 9,2 чел./км². На территории тауншипа расположено 300 построек со средней плотностью 3,3 построек на один квадратный километр. Расовый состав населения: 98,08 % белых, 0,12 % афроамериканцев, 0,48 % коренных американцев, 0,24 % азиатов, 0,48 % c Тихоокеанских островов, 0,24 % — других рас США и 0,36 % приходится на две или более других рас. Испанцы или латиноамериканцы любой расы составляли 0,72 % от популяции тауншипа.
Из 295 домохозяйств в 39,0 % воспитывались дети до 18 лет, в 77,6 % проживали супружеские пары, в 2,0 % проживали незамужние женщины и в 18,0 % домохозяйств проживали несемейные люди. 12,9 % домохозяйств состояли из одного человека, при том 5,4 % из — одиноких пожилых людей старше 65 лет. Средний размер домохозяйства — 2,83, а семьи — 3,15 человека.
27,8 % населения — младше 18 лет, 6,3 % — в возрасте от 18 до 24 лет, 27,3 % — от 25 до 44, 29,0 % — от 45 до 64, и 9,6 % — старше 65 лет. Средний возраст — 38 лет. На каждые 100 женщин приходилось 102,2 мужчин. На каждые 100 женщин старше 18 приходилось 103,7 мужчин.
Средний годовой доход домохозяйства составлял 56 375 долларов, а средний годовой доход семьи — 58 385 долларов. Средний доход мужчин — 35 227 долларов, в то время как у женщин — 29 583. Доход на душу населения составил 21 010 долларов. За чертой бедности находились 2,0 % семей и 2,5 % всего населения тауншипа, из которых 3,7 % младше 18 лет.